# Megachile rotundata
Megachile rotundata är en art i överfamiljen bin och familjen buksamlarbin. Arten är ursprungligen europeisk, men har införts som pollinatör till många länder.

## Beskrivning
Arten är övervägande svart även om hanen har delvis gulaktiga ben. Honans mandibler  har fyra tänder i varje skänkel, hos hanen tre. Pälsen på huvud och mellankropp är vit- till gulaktig, vingarna är genomskinliga, dock med viss rökighet hos hanen, med svartbruna ribbor och brunaktiga till tegelfärgade vingbaser. Bakkroppens tergiter 2 till 5 har vitaktiga hårband längs bakkanterna. Hos honan är dessutom ovansidorna på tergit 1 riklig, men tunn, vitaktig hårväxt, och tergiterna 2 till 4 med kort, gråbrun behåring, samt tergiterna 5 till 6 med gradvis mörknande gråbrun till svart behåring, medan hanen har ovansidan på tergit 2 med gles, ljus behåring, tergit 3 till 4 med gradvis mörknande behåring, och tergit 6 med gråbrun, heltäckande päls. 
Buksidan är vitaktig; slutet på 5:e och hela 6:e sterniterna är dock svarthåriga. På buken har honan en scopa, en hårborste avsedd för polleninsamling, som är ljus i framdelen, mörknande bakåt till helt svart längst bak.  Honans kroppslängd är 8 till 9 mm, hanens 7 till 8 mm.

## Ekologi
Megachile rotundata lever i skogsbryn, sluttningar, parker, trädgårdar, sand- och lertag. Den flyger från slutet av juni till mitten av augusti. Arten är polylektisk, den besöker blommande växter från många familjer, men tonvikten är lagd på ärtväxter (inte minst blålusern; det är ett av de få bina som kan tränga in i lusernblomman). Den kan emellertid även besöka flockblommiga växter, korgblommiga växter, oleanderväxter, kransblommiga växter, rosväxter, verbenaväxter, liljeväxter, källörtsväxter, slideväxter, ranunkelväxter och flenörtsväxter.
Honorna har gadd med giftapparat och använder denna för försvar. Som alla bin utom honungsbin dör de inte efter de har stuckit, utan kan sticka flera gånger. Giftet är dock inte särskilt starkt, och stinget anses svagare än en humlas.
Honan bygger bon i murket trä, växtstänglar, ler- och lössjord samt gärna i människoskapade utrymmen. Bona används inte enbart för att föda upp larverna i; arten är ganska värmekrävande, och honorna tillbringar natten i sina bon. Mulna dagar med en temperatur under 20ºC tillbringar de i regel helt i boet.

### Fortplantning
Megachile rotundata parar sig så fort de kommit ut ur pupporna på sommaren. Varje bo kan innehålla upp till ett 20-tal larvceller; honan klär dessa med löv, som hon skär ut i omkring 2,5 cm stora cirklar med käkarna. Ofta används blad från klättervildvin eller rödask. Cellerna fylls med nektar och pollen som föda åt larverna. Arten övervintrar som vilolarv.

## Kommersiell användning
I Nordamerika används biet som en kommersiell pollinatör, främst av blålusern (alfalfa) och andra ärtväxter samt åkersenap; bina föds upp i konstgjorda bon, som körs omkring i stora, bilburna bihus till de olika fälten.

## Utbredning
Artens ursprungsområde är Europa, där den finns från Spanien till södra Finland och vidare österut till sydvästra Asien. På grund av dess värde som pollinatör infördes den till Nordamerika på 1930-talet, 1971 även till Nya Zeeland och 1987 till Australien. I Nordamerika finns den i USA från Virginia till Massachusetts och västerut till Kalifornien, samt i Kanada, där den främst utnyttjas som blåbärspollinatör.
I Finland finns arten från sydkusten (dock ej Åland) norrut till Norra Karelen och Mellersta Finland. Fram till början av 1960-talet fanns arten även i Norra Savolax. Arten är klassificerad som livskraftig (LC) i landet.
Arten saknas helt i Sverige.